# Biên Cảnh Chiêu
Biên Cảnh Chiêu (giản thể: 边景昭; phồn thể: 邊景昭), tên tự Văn Tiến (tiếng Trung: 文進), là một họa sĩ nổi tiếng ở Trung Quốc đầu thời nhà Minh. Năm sinh của ông và năm mất của ông cũng không rõ. Ông đã về quê ở Lũng Tây, Cam Túc và đã hoạt động từ năm 1426 đến năm 1435.

## Tác phẩm

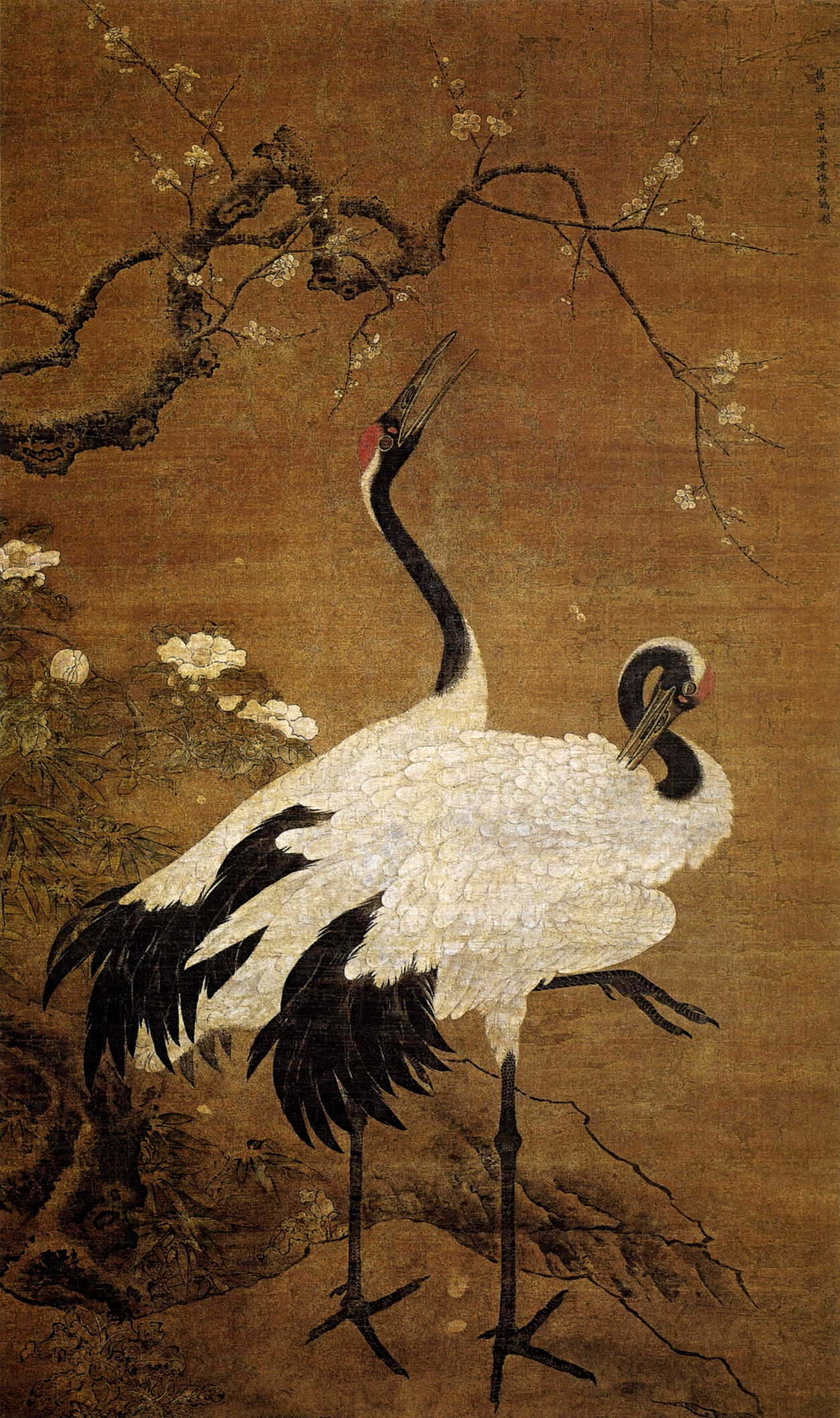
Hoa Mai Tuyết và Đôi Hạc
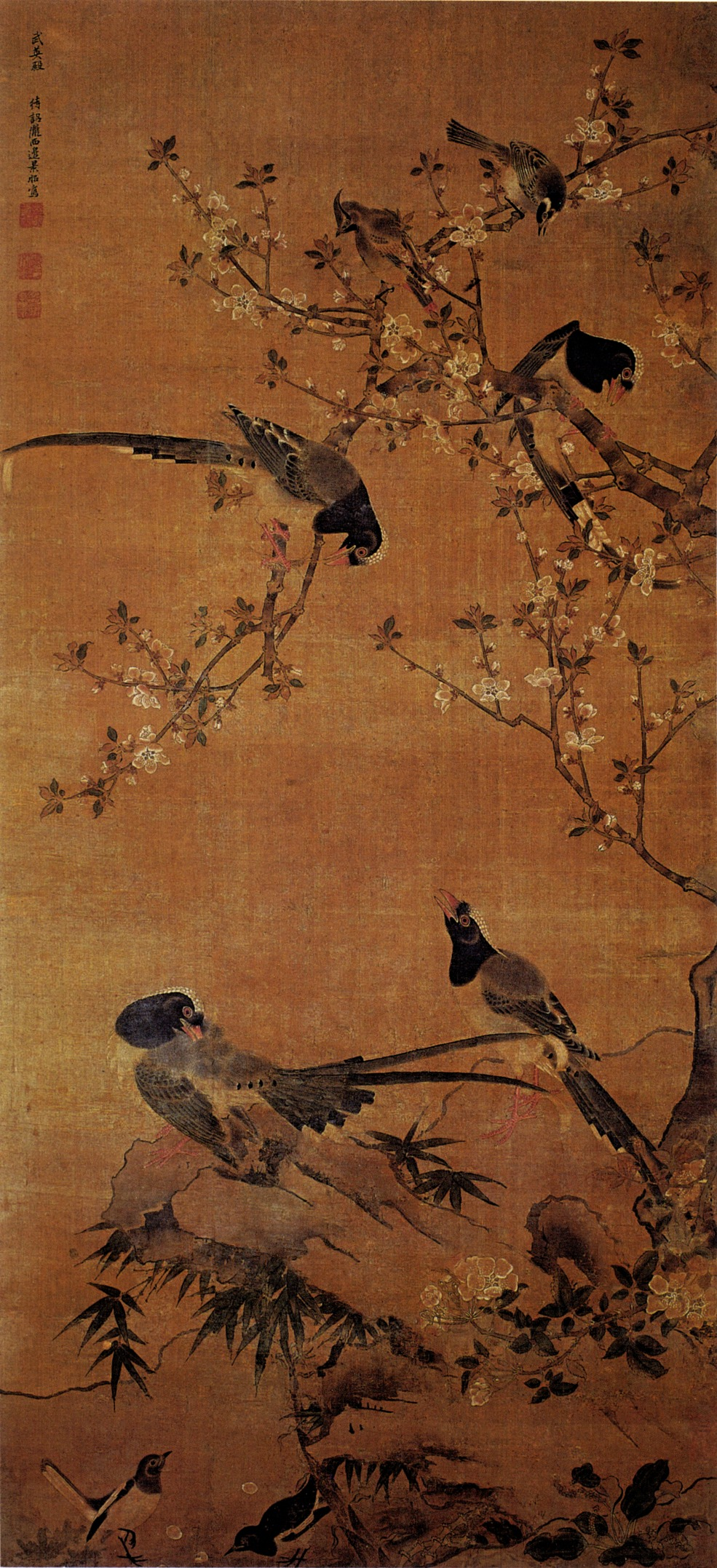
Các Con Chim Đổ về trước Hoa và Tre
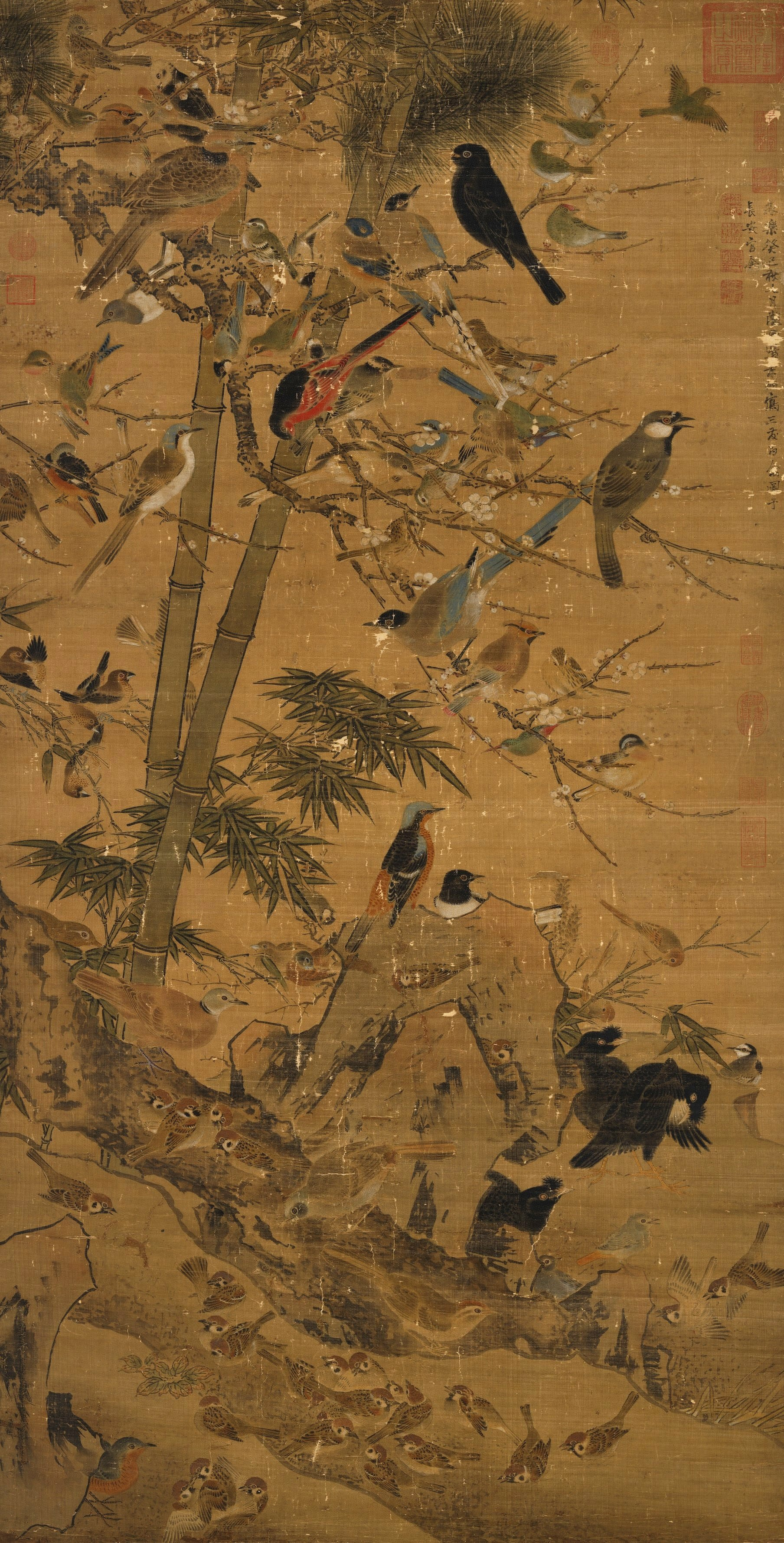
3 Bạn Thân và Một Trăm Con Chim
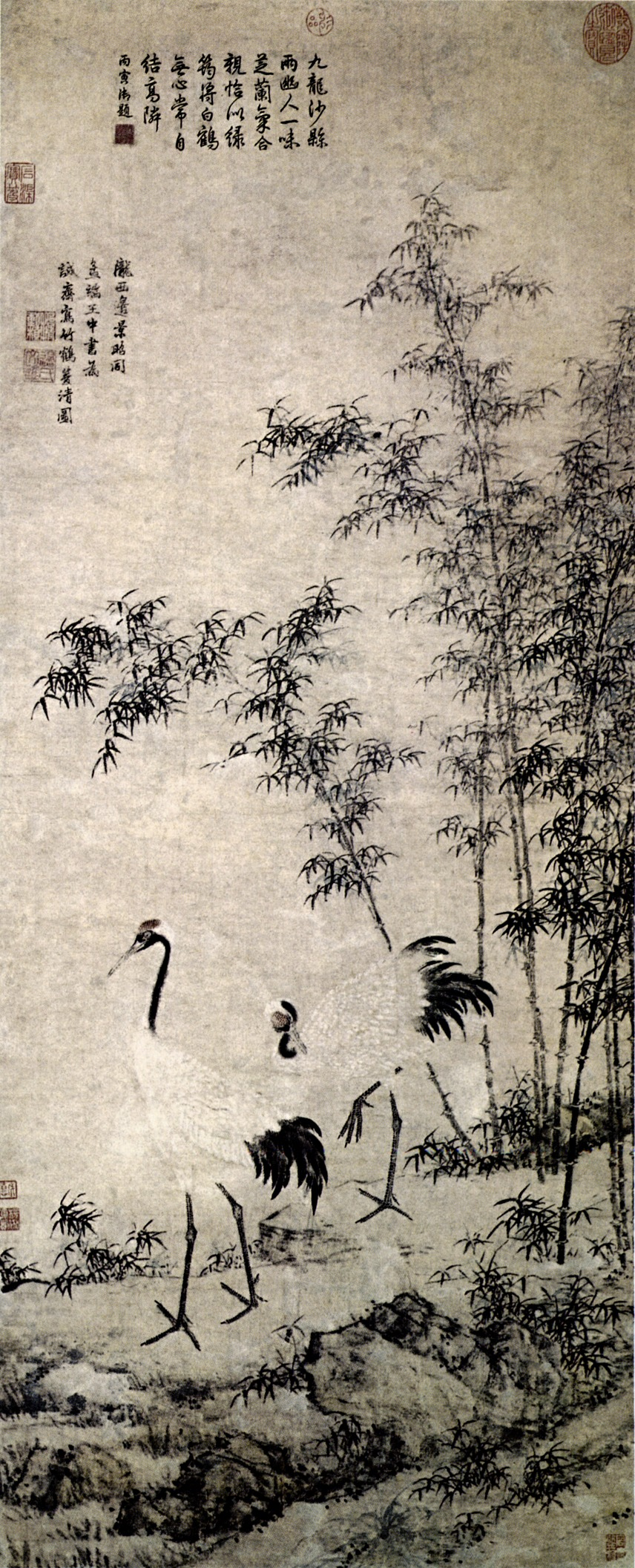
Cây tre và Con sếu - Sự Rõ Ràng Sinh Đôi